# Apuecla picus
Apuecla picus is een vlinder uit de familie van de Lycaenidae. De wetenschappelijke naam van de soort werd als Thecla picus in 1907 gepubliceerd door Hamilton Herbert Druce.